# 海关圣方济各堂
41°7′55.2″N 14°46′34.99″E / 41.132000°N 14.7763861°E

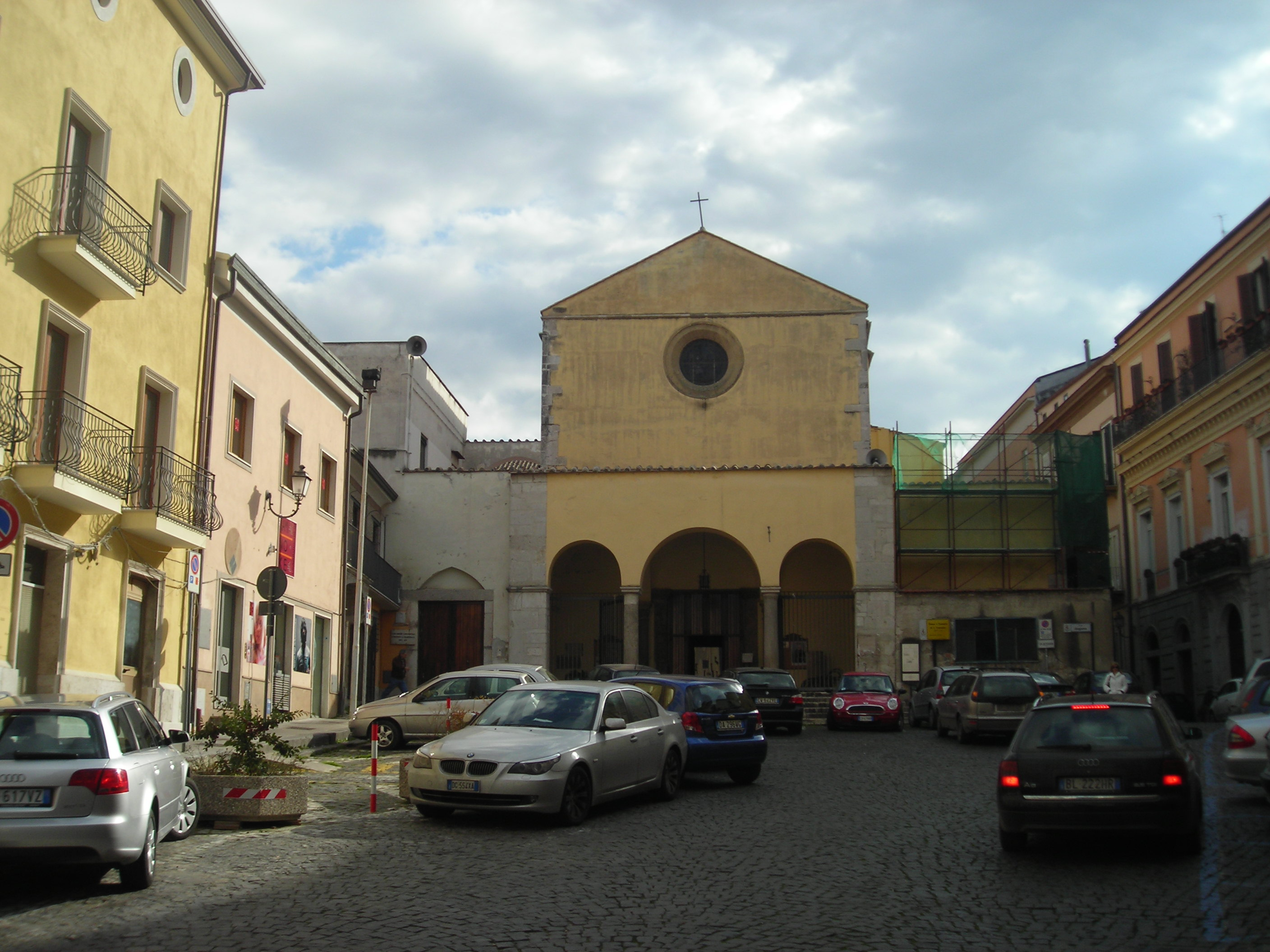
海关圣方济各堂

海关圣方济各堂（Chiesa di San Francesco alla Dogana）及其毗邻的修道院，位于意大利南部城市贝内文托的海关广场（Piazza Dogana）。

## 历史
该堂起源于1222年圣方济各来到贝内文托的传说。1243年，一些贝内文托贵族把古老的圣公斯当休堂送给方济各会修士。1702年地震后，重建祭台，由奥尔西尼总主教献给无染原罪圣母。1865年，教堂和修院成了圣安东尼兵营。1959年开始了重建工作，由恩佐·德·菲利切策划。
修道院已恢复其原来的功能。1968年12月21日，教堂重新开放崇拜。

## 建筑
教堂的立面非常简单。南部为哥特式，有木质天花板。后殿保留一些壁画，其中包括1360年左右的圣母像。
教堂旁边的两座庭院，一个正方形，另一个为长方形，大量使用前圣公斯当休堂的柱子（10-11世纪）。